# Tibetansk buddhisme
Tibetansk buddhisme er den form for buddhisme der praktiseres i Tibet og andre områder af Himalaya-regionen, herunder Nepal, Bhutan, nordlige Indien, samt i Mongoliet og dele af Rusland. Tibetansk buddhisme indeholder de tre hovedretninger indenfor buddhisme. Buddhismen indeholder en lang række forskellige udviklingsmetoder og -skoler, ofte betegnet som Yana'er. Overordnet opdeles metoderne og skolerne ofte i tre forskellige såkaldte Yana'er – hinayana, mahayana og vajrayana. Den er kendt for at have en mangfoldighed af ritualer og for sit omfattende klostervæsen.
Den første periode begyndte omkring 8. og 9. århundrede, den anden sent i det 10. århundrede. Tibetansk buddhisme indeholder dertil også flere elementer fra den traditionelle tibetanske bönreligion, (f.eks. bedeflag og vindheste.
Overordnet findes fire forskellige skoler indenfor tibetansk buddhisme:
- Nyingma grundlagt af Padmasambhava i 8./9. århundrede
- Kagyu grundlagt af Marpa i 10./11. århundrede
- Sakya grundlagt af Khön Könchog Gyalpo i 10./11. århundrede
- Gelug grundlagt af Tsongkhapa i 14. århundrede

Yoga – En person som praktiserer yoga er kaldt en yogi, karakteriseret ved at lade alt være som det naturligt er, ikke vaske sig eller noget, ikke klippe hår og negle og så videre. En kvindelig praktiserende bliver kaldt en Yogini.
Yidam – Yi betyder sind og dam betyder ren, og yi betyder dit sind og dam betyder uadskillelig. En Yidam repræsenterer den praktiserendes Buddha Natur og Rene Udtryk/Udstråling. En tantrisk Guddom der omfatter de kvaliteter af en Buddha og er praktiseret af Vajrayana praktiserende. Også kaldet en beskytter Guddom.
Yana – Betyder kapacitet. Der er 3 Yana'er, "det lille fartøj" (Hinayana), "det store fartøj" (Mahayana), og "det uforgængelige fartøj" – (Vajrayana).
Samsara – "Cyklisk Eksistens". Den betingede eksistens af almindeligt liv med lidelse, sker på grund af man stadig har tilknytning, aggression/vrede, og uvidenhed. Det er kontrasten til Nirvana. Gennem kraften/styrken af Karma motiveret med uvidenhed, begær og vrede, er man tvunget til at påtage sig de urene Skandhaer og cirkle i hjulet af eksistens indtil befriet.
Tulku – På tibetansk betyder det "mangeartet/mangfoldigt legeme" Det er et ord brugt til at beskrive det manifesterede legeme af et oplyst væsen eller Bodhisattva. Stavelsen "tul" har både en direkte og en indirekte mening. Den direkte mening er "mangeartet/mangfoldig" og den indirekte er "manifestation", som refererer til at "sende ud , på grund af medfølelse". Det er den illusoriske krop af dharmakaya i form af nirmanakaya. Ku betyder legeme. I Tibet til gengæld, kom det til at betyde "den manifestation af en højt realiseret Buddhistisk Mester som har valgt at lade sig genføde/reinkanere for at hjælpe alle levende væsener".
Tantra – Bogstaveligt betyder tantra "fortsættelse", og i Buddhismen refererer det til 2 specifikke ting. Teksterne (resultat teksterne – eller dem der tager resultat som deres vej) som beskriver praksisserne om hvordan man kommer fra uvidenhed til oplysthed, inkluderet kommentarer fra tantriske mestre, og selve vejen til fuld oplysning som omfatter "ground, path, fruition" – (Grundlæggelse/forberedelse, vej, frugt/nydelse/opfyldelse). Man kan faktisk dele Buddhismen op i Sutra traditionen og Tantra traditionen. Sutra traditionen er hovedsageligt involveret i det akademiske studie af Mahayana Sutras og den tantriske vej er hovedsageligt involveret i at praktisere vajrayana praksisser. Tantra er den primære tekst for Vajrayana praktiserende.
Pandita – En lærd. Det er noget lignende en helt i top professor inden for f.eks. filosofi.
Mantrayana – Et andet ord for Vajrayana.
Mara – Vanskeligheder på "vejen" for den praktiserende. Det Tibetanske ord betyder tung eller tyk. I Tibetansk Buddhisme symboliserer Mara "passionerne/begæret der overvælder personen og alt andet der hindrer "De Groende Hellige Rødder" og fremgangen på vejen mod oplysning. Der er fire slags: Skandha-Mara, som er forkert syn på sig selv; Klesha-Mara, som er at blive overvældet af negative følelser; Matyu-Mara, Som er død og afbrudt spirituel praksis; Devaputra-Mara, som er at blive "låst fast/bremset i den lyksalighed der kommer fra meditation.
Nirvana – Bogstaveligt, "Bragt ud af verden". Individuelle Væsener lever i Samsara og ved spirituel praksis kan de opnå en grad af oplysning hvor alle falske ideer og konfliktende følelser er udslettet. Det er kaldt Nirvana. Nirvana for en praktiserende fra Hinayana traditionen er fri for cyklisk genfødsel, en Arhat. Nirvana for en Mahayana praktiserende er BuddhaHood, fri fra de to ekstremer som er at dvæle i samsara eller i den perfekte ro som en Arhat.
Kaya – Der er tre legemer af Buddha. Nirmanakaya, Sambhogakaya og Dharmakaya. Dharmakaya også nævnt som "Virkelig/Ægte/Sandheds Legeme" er den fulde oplysning eller komplet visdom af Buddha. Sambhogakaya, også kaldet "morskab/fornøjelse/nydelse/glædes legemet" som kun manifesterer sig i Boddhisattva'er. Nirmanakaya, og kaldet "manifestations legemet" manifesterer sig i denne verden i form af Buddha Shakyamuni. Den fjerde kaya er "svabhavakakaya" og er "essens legeme" som er en enhed/enighed af de andre tre.
Karma – "den ufejlbarlige/sande lov om årsag og virkning". Positive handlinger bringer lykkelighed, negative handlinger bringer ulykkelighed. Handlingerne af et levende væsen er årsagerne der skaber betingelserne for genfødsel og omstændighederne i det pågældende liv.
Hinayana – Bogstaveligt betyder det "lille fartøj". Den første af de tre Yana'er eller "fartøjer". Ordet er brugt i forbindelse med den første belæring fra Buddha Shakyamuni, som omhandlede ; "omhyggelig undersøgelse af sindet og dets forvirring. Det er grundpillen i Buddha's lære og fokuserer hovedsageligt på de fire sandheder (1. Alt betinget liv skaber lidelse, 2. Al lidelse er skabt af uvidenhed, 3. Lidelse kan ophøre, 4. Den Otte-foldige vej fører til ophør af lidelsen). Den Ottefoldigevej omfatter: Korrekt forståelse, tanke, tale, handling, levevis, energi (f.eks. hvor meget energi man putter i et arbejde), opmærksomhed og meditation.
De Fem Gifte – Midlertidig mental tilstand der forhindrer/hæmmer indsigt og forståelse; uvidenhed, stolthed, vrede, begær, jalousi/misundelse. De tre rod-gifte er uvidenhed, begær og vrede.
Oplysthed – Definitionen varierer lidt i de Buddhistiske Traditioner, normalt det samme som BuddhaHood. 1. Hinayana traditionen definerer oplysthed som fridommen fra genfødsel i samsara, med et sind fri for uvidenhed emotionelle konflikter.(oversætter note: I Hinayana traditionen går man mod oplysning for sin egen skyld, Arhat). 2. Mahayana traditionen holder på at at man er ikke fuldt oplyst før man udvikler kærlighed og kræver forpligtelse til kun at bruge hensigtsmæssige metoder til at hjælpe alle levende væsener. (oversætter note: I Mahayana traditionen går man mod oplysning for alle levende væseners skyld, Bodhisattva). 3. I Vajrayana traditionen, de forgående trin er nødvendige, men fuldkommen oplysning er gennem renselse af ego'et og begreber. Frugten af fuldkommen befrielse overgår al dualitet og begreber, (oversætters note: I Vajrayana går man som i Mahayana mod oplysning for alle levende væseners skyld, men samtidig så opløser man al dualitet og hele begrebsverdenen og bliver til en Buddha, Buddha)
Chakra – En kompleks systematisk beskrivelse af fysiske og mentale energi kanaler.
BuddhaHood – Den perfekte og fuldt oplyste som hverken hviler i samsara eller nirvana.
Buddha – Et individuelt væsen der opnår eller har opnået fuld oplysning, såsom den historiske Buddha Shakyamuni. (oversætters note: man kan opnå oplysning i dødsøjeblikket og det sker faktisk for en del praktiserende. Der er kun ganske få nulevende mestre som er omvandrende Buddha'er.....men de findes derude.......nogle er nylige "passed away"....og en del af dem er reinkarneret igen....nogle af dem er mere kendt i verden i dag end Buddha Shakyamuni var på det tid han manifesterede sig. Det er bare ikke noget vi kan se da vi er blændet af de tre gifte som er Uvidenhed, Begær og Vrede. Der er en del mennesker som i det, skjulte og knap så skjulte, som har nået oplysning og befrielse i dette selvsamme liv. Det kræver bare at man praktiserer, både når man sidder på puden og specielt vigtigt, når man er ude blandt andre. An på hvilken træning man har gennemgået bliver man så henholdsvis en Buddha, Bodhisattva eller Arhat)
Buddha Shakyamuni – Buddha Shakyamuni, også nævnt som Gautama Buddha, refererer til den fjerde Buddha i denne tidsalder.
Bodhisattva – "Heroisk Sind". Bodhi betyder udfolde sig/blomstre/blomstre op, eller oplyst og sattva betyder Heroisk Sind. Bogstaveligt, en der udstiller/fremlægger sindets fuldkommenhed. Også et væsen som har forpligtet sig til Mahayana traditionen's vej, om medfølelse og træning i de seks paramitas for at kunne opnå BuddhaHood så vedkommende kan befri alle levende væsener fra Samsara. Disse er Hjerte- eller Sind Disciple af Buddha.
Bodhichitta – Bogstaveligt betyder det oplysningens sind. Der er to typer Bodhichitta: Absolut Bodhichitta, som er fuldkommen vågent sind der ser tomheden af fænomener, og Relativ Bodhichitta som er aspirationen til at træne i de seks paramitas og befri alle levende væsener fra samsaras lidelser.
I relation til Relativ Bodhichitta er der også to slags: Aspirations Bodhichitta og Vedholdenheds Bodhichitta.
Bhumi – Trin eller niveau. Der er ti Bodhisattva trin som begynder med "Seeing" i Sutra traditionen. I Tantric tradition er de tretten trin.
Arhat – "Fri af fire Mara'er'". Mara'en af konfliktende emotioner, Mara'en af Deva'en, Mara'en af døden, Mara'en af Skandha'erne. Det højeste trin i Hinayana traditionen. Arhat er en mand og Arhati en kvinde.
Absolut Sandhed – Der findes to sandheder eller syn på virkeligheden; Relativ Sandhed/Virkelighed, er den som et almindeligt væsen ser det med dualismen "jeg" og "andet" og den Ultimative Sandhed/Virkelighed, som er transformationen af dualiteten til at "se ting som de virkelige er.
Dalai Lama bliver anset som det politiske overhoved for den tibetanske buddhisme. Han var også overhoved for det tibetanske Ganden Phodrang-styre, som regerede Tibet fra 1700-tallet indtil den kinesiske erobring, og har en speciel betydning indenfor Gelug-Tradition som er en af de fire traditioner indenfor Tibetansk Buddhisme. Den nuværende Dalai Lama, født Tenzin Gyatso, er den fjortende i rækken, og alle de fjorten regnes som emanation af den indiske bodhisattva Avalokiteshvara.